# Nura Imamović
Nura Imamović (Sarajevo, 28 agosto 1974) è un'ex cestista bosniaca.

## Carriera
Con la Bosnia ed Erzegovina ha disputato due edizioni dei Campionati europei (1997, 1999).